# 迈季代勒舍姆斯
迈季代勒舍姆斯（阿拉伯语：مجدل شمس）是以色列占领的戈兰高地黑门山南麓的以德鲁兹派为主体的城镇，是该地区的非正式首府。该地是1925年至1927年叙利亚起义的重要地点。1967年被以色列占领。